# Campeonato de España de Salto Ecuestre
El Campeonato de España de Salto Ecuestre o Campeonato de España de Salto de Obstáculos es una competición de saltos que tiene lugar cada año en España.
Se celebra desde el año 1960.

## Campeones
| Año  | Jinete                                                   | Caballo                     |
| 1960 | Francisco Goyoaga                                        | KIF KIF                     |
| 1961 | Francisco Goyoaga                                        | KIF KIF                     |
| 1962 | Alfonso Queipo de Llano                                  | EOLO IV                     |
| 1963 | José Álvarez de las Asturias Bohorques y Pérez de Guzmán | QUIZÁS                      |
| 1964 | Francisco Goyoaga                                        | KIF KIF                     |
| 1965 | José Álvarez de las Asturias Bohorques y Pérez de Guzmán | QUIZÁS                      |
| 1967 | Luis Álvarez Cervera                                     | BAMPUR                      |
| 1968 | Alfredo Goyeneche Moreno                                 | ON DIT                      |
| 1969 | Luis Jaime Carvajal y Salas                              | VILAYA                      |
| 1970 | Alfonso Segovia Segovia                                  | ALBAICÍN                    |
| 1971 | Alfonso Segovia Segovia                                  | TIC TAC                     |
| 1972 | Luis Álvarez Cervera                                     | CAMBALACHE                  |
| 1973 | Fernando Lazcano                                         | LA PANOCHA                  |
| 1974 | Luis Álvarez Cervera                                     | ACORNE                      |
| 1975 | Luis Jaime Carvajal y Salas                              | KURFUS                      |
| 1976 | Luis Álvarez Cervera                                     | THOR                        |
| 1977 | Alfonso Segovia Segovia                                  | AGAMENON                    |
| 1978 | Alfonso Segovia Segovia                                  | WHITE OAK                   |
| 1979 | Alfonso Segovia Segovia                                  | AKROBAT                     |
| 1980 | Luis Álvarez Cervera                                     | ROMEO                       |
| 1981 | Eduardo Pérez Pérez-Lastra                               | ETIOPE                      |
| 1982 | Luis Álvarez Cervera                                     | ROMEO                       |
| 1983 | Alejandro Zambrano                                       | TIPYTOM                     |
| 1984 | Luis Astolfi                                             | COREEVEN STEEPHERS          |
| 1985 | Juan Andrés Ruiz De Alda Guijosa                         | LINGERE                     |
| 1986 | Pedro Sánchez Alemán                                     | LOBATO                      |
| 1988 | Juan Antonio de Witt Guzman                              | MON TOT                     |
| 1989 | Luis Astolfi                                             | POUR LE MERITE              |
| 1990 | Juan Antonio de Witt Guzman                              | MON TOT                     |
| 1991 | Rutherford Latham Morehead                               | MAING RING ROCHE D'OR       |
| 1992 | Asís Arango Lasaosa                                      | EL ALQUIMISTA               |
| 1993 | Pedro Sánchez Alemán                                     | NUIT DES TOURELLES          |
| 1994 | Rutherford Latham Morehead                               | ARTÍSTICO                   |
| 1995 | Pedro Sánchez Alemán                                     | RICCARDA                    |
| 1996 | Luis Jesús Escobar Jiménez                               | AMADEUS                     |
| 1997 | Alberto Honrubia Alvariño                                | CENDRA                      |
| 1998 | Alejandro Jordá Candelas                                 | ANGELO II                   |
| 1999 | Ricardo Jurado Narváez                                   | ANGELO II                   |
| 2000 | Ricardo Jurado Narváez                                   | FALCON INTERNET GYSMO       |
| 2001 | Ricardo Jurado Narváez                                   | FALCON INTERNET GYSMO       |
| 2002 | Rutherford Latham Morehead                               | BRETZEL                     |
| 2003 | Luis Álvarez Cervera                                     | NORDICO                     |
| 2004 | Jesús Garmendia Echevarría                               | ESPOIR DE LA HAYE           |
| 2005 | Ricardo Jurado Narváez                                   | PROCASA LE MONDE            |
| 2006 | Cayetano Martínez de Irujo                               | KESBEROY DE ST AUBER        |
| 2007 | Rutherford Latham Morehead                               | GUARANÁ CHAMPEIX            |
| 2008 | Ricardo Jurado Narváez                                   | PROCASA JULIA DES BRUMES    |
| 2009 | Jesús Garmendia Echevarría                               | LORD DU MONT MILON          |
| 2010 | Alfredo Fernández-Durán Moreno                           | MUSICAM GOLD DIGGER         |
| 2011 | Rutherford Latham Morehead                               | NECTAR DES PRESSIS          |
| 2012 | Rutherford Latham Morehead                               | NECTAR DES PRESSIS          |
| 2013 | Antonio Mariñas Soto                                     | CASH AND GO                 |
| 2014 | Manuel Añón Suárez                                       | BALDO DS                    |
| 2015 | Manuel Fernández Saro                                    | SANTIAGO DE BLONDEL         |
| 2016 | Sergio Álvarez Moya                                      | G & C QUITADOR DE ROCHELAIS |
| 2017 | Paola Amilibia Puig                                      | GAUDI                       |
| 2018 | Gerardo Menéndez Mieres                                  | COSTELLO DC                 |
| 2019 | Ismael García Roque                                      | AIRLINE R                   |
| 2020 | Sergio Álvarez Moya                                      | VALDOCCO DES CAPS           |
| 2021 | Ismael García Roque                                      | LA COSTA                    |
| 2022 | Armando Trapote Mariscal                                 | TORNADO                     |
| 2023 | Eduardo Álvarez Aznar                                    | D'ORIENT BATILLY            |
| 2024 | Julio Arias Cueva                                        | FILOU DU MANOIR             |